# Paolo Brogi
Paolo Brogi (Lari, 10 aprile 1944) è un giornalista, scrittore e blogger italiano.

## Biografia
Ha partecipato ai movimenti studenteschi a Pisa del 1968. Insieme ad Adriano Sofri, Giorgio Pietrostefani, Mauro Rostagno, Guido Viale, Cesare Moreno, Carla Melazzini, Marco Boato è stato tra i fondatori nel 1969 del movimento politico “Lotta Continua” e dopo il suo scioglimento ha lavorato al giornale omonimo fino al 1978 collaborando col direttore Enrico Deaglio. Durante il sequestro di Aldo Moro è stato protagonista, in un convegno a Roma, di un vivace scontro con altri militanti dell'area uscita da Lotta continua contrari alla linea adottata dal giornale e nell'occasione si dimise dal suo incarico.
Come giornalista dopo aver lavorato nei primi anni ottanta come free lance per numerose testate italiane e straniere è stato poi caposervizio al quotidiano Reporter (1985-1986) curando le pagine di “Monitor”, la sezione culturale e dello spettacolo del nuovo giornale diretto da Enrico Deaglio. Passato al settimanale “L’Europeo” (1987-1995) diretto da Lanfranco Vaccari è stato impegnato nel settore della cultura e dello spettacolo oltre che in cronaca. Al “Corriere della Sera” (1996-2009) si è occupato di grandi fatti di cronaca dall'omicidio di Marta Russo al terremoto in Umbria ai principali avvenimenti della Capitale. Nel 2014 insieme a David Riondino ha realizzato il cortometraggio “Le pietre di Gramsci”.
Dal 2009 gestisce “Brog”, un blog per “notizie che faticano a trovare spazio”. Nel campo editoriale, fin dagli anni '80 ha curato traduzioni dal francese, dallo spagnolo e dall'inglese, proponendo testi di Guillaume Apollinaire, Alfred Jarry e Horace Bénédict de Saussure di cui nel 2012 ha curato la nuova presentazione dei “Voyages dans les Alpes”, La scoperta del Monte Bianco. Come scrittore ha pubblicato una complessa ricerca sulla diaspora garibaldina dopo la spedizione del 1860, La lunga notte dei Mille (2009), Uomini e donne del Sud. Ritratti di vite straordinarie e dell'orgoglio meridionale (2011), Eroi e poveri diavoli della Grande Guerra (2015), Ho avuto un'idea. Giovani talenti italiani e startup di successo (2015), Impiccateli! Le storie eroiche di Cesare Battisti e Nazario Sauro a cento anni dalla morte (Imprimatur, 2016), Il Parmigiano Re. Grandi scrittori per un grande formaggio (2016), Eating in Trastevere (2017), 68 ce n'est qu'un début. Storie di un mondo in rivolta (2017), Pinelli l'innocente che cadde giù (2019). Ha curato infine una nuova edizione della "Dichiarazione universale dei diritti umani" (2020).

## Premi
Come giornalista è stato premiato dall'Associazione nazionale cronisti. 

## Opere
- La lunga notte dei Mille (2009) - Aliberti Editore
- Uomini e donne del Sud. Ritratti di vite straordinarie e dell'orgoglio meridionale (2011) - Imprimatur editore
- Eroi e poveri diavoli della Grande Guerra (2015) - Imprimatur editore
- Ho avuto un'idea. Giovani talenti italiani e startup di successo (2015. - Imprimatur editore
- Impiccateli! Le storie eroiche di Cesare Battisti e Nazario Sauro a cento anni dalla morte (2016) - Imprimatur editore
- Il Parmigiano Re. Grandi scrittori per un grande formaggio (2016) - Aliberti compagnia editoriale
- Eating in Trastevere (2017) - Lswr
- 68, ce n'est qu'un début. Storie di un mondo in rivolta (2017) - Imprimatur editore
- Pinelli l'innocente che cadde giù (2019) - Castelvecchi editore
- "Dichiarazione universale dei diritti umani", a cura di Paolo Brogi con un contributo di Amnesty International Italia - Diarkos

## Filmografia
- Le pietre di Gramsci (2014) - un documentario di David Riondino e Paolo Brogi